# Müezzinzade Ali Paşa

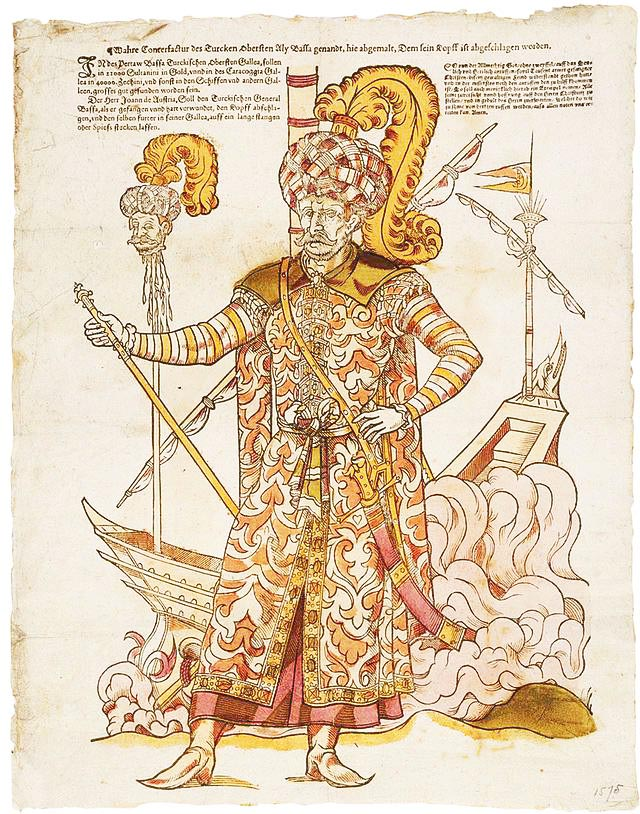
Dibujo del Almirante Ali Pasha.

Alí Bajá (también Ali Pasha; en turco Müezzinzade Ali Paşa) (Kavala ? - Golfo de Patras, Mar Jónico 7 de octubre de 1571), fue un marino otomano, gran almirante de la flota imperial entre 1569, año en que sucedió a Piyale Pasha, y 1571. 

## Vida
Hijo de un almuédano, llegó a ser favorito del sultán Selim II y se casó con una de sus hijas. Fue uno de los comandantes de la flota de 188 naves que invadió y conquistó la isla de Chipre en julio de 1570. 
Es recordado, sobre todo, por haber sido el comandante en jefe de la flota otomana en la batalla de Lepanto el 7 de octubre de 1571. Alí Bajá llevaba en aquella batalla un gigantesco estandarte verde que le había entregado el sultán Selim y al que se llamaba «Bandera de los Califas». Llevaba bordados en oro versículos del Corán y el nombre de Dios repetido veintiocho mil veces. Su galera, Sultana, combatió con La Real que mandaba Juan de Austria. A bordo de su nave, Alí Bajá recibió un disparo de mosquete en la cabeza, y a continuación fue decapitado por un soldado español y su cabeza puesta en una pica, hecho que, unido al de la derrota, minó la moral de los otomanos.
Distintas fuentes la llaman también le llaman Ali Pacha[cita requerida]